# بییانگمس
بییانگمس (به اسپانیایی: Villangómez) یک شهرستان در اسپانیا است که در استان بورگس واقع شده‌است.

## خصوصیات
بییانگمس ۳۸ کیلومترمربع مساحت و ۳۱۵ نفر جمعیت دارد.